# Villach
Villach [ˈfɪlax] (eslovè: Beljak, italià: Villaco, furlà: Vilac) és la segona vila en importància de Caríntia i la setena d'Àustria. És una ciutat estatutària. Es troba a pocs kilòmetres de les fronteres amb Itàlia i Eslovènia.

## Història
Les troballes més antigues de rastres humans prop de Villach es remunten al 3500 aC. Al voltant del 15 aC els romans establiren una vila amb el nom de Santicum, en el lloc on avui dia hi ha banys termals. També hi era a prop una estació duanera, a Bilachinium (Villach), en la ruta que duia al Val Canale.
Al voltant de 600 immigraren les tribus eslaves i fundaren el principat de Karantània, un dels primers estats independents i estables dels eslaus a Occident. Al voltant de 740 Borut, duc de Karantània, s'adreçà al duc Odilo de Baviera per demanar-li ajuda contra els àvars. Els bavaresos aliats amb els eslaus derrotaren als àvars, tanmateix, a canvi del reconeixement de la sobirania franca.
El 878, Carlemany, donà Villach al monestir bavarès d'Öttingen. En el document de cessió es fa esment per primer cop del pont de Villach. El 979 fou un emperador del Sacre Imperi, Otó II el Sanguinari, qui donà Villach al bisbe Albuin de Brixen. Villach fou propietat del bisbat de Bamberg des del 1007 fins al 1759.
El 1060 Villach rebé el dret d'esser un mercat. La vila va créixer al voltant d'aquest mercat i el 1240 apareix per primer cop com a ciutat en un document. Dos terratrèmols, un el 25 de gener de 1348 i un altre el 4 de desembre de 1690 destruïren un gran part de la ciutat.
Durant la Reforma Protestant, Villach es convertí en el centre del protestantisme a Caríntia. Al seu torn, durant la Contrareforma, al voltant del 1600, molts dels seus habitants hagueren d'emigrar, la qual cosa contribuí a la decadència econòmica temporal de la ciutat.
El 1759, l'emperadriu Maria Teresa I d'Àustria comprà Villach junt amb totes les altres possessions del monestir de Bamberg a Caríntia. La suma de compra acordada amb els bisbes prínceps de Bamberg fou d'un milió de florins.
Durant la dominació napoleònica (1809 a 1813) Villach formà part de les Províncies Il·líriques franceses, fins que fou retornada a Àustria el 1813. El 1864, l'arribada del ferrocarril portà un nou creixement a la ciutat.
Durant la Primera Guerra Mundial, des del 1915 fins al 1917 Villach fou seu del comandament del X exèrcit que lluitava en el front d'Itàlia. Després del Plebiscit de Caríntia, el 10 d'octubre de 1920, la ciutat va romandre dins d'Àustria. Esdevingué ciutat autònoma amb estatut propi, l'1 de gener de 1932.
En la Segona Guerra Mundial els aliats van fer 37 atacs aeris contra Villach. Sobre la ciutat caigueren 42.500 bombes i es van destruir un 85% dels edificis.